# Laagschunter
Die Laagschunter ist ein fünf Kilometer langer Bach im Landkreis Helmstedt in Niedersachsen, der westlich von Warberg im Elm entspringt und bei Frellstedt von rechts in die Schunter mündet. Südlich seiner Zuflüsse verläuft die Elbe-Weser-Wasserscheide.

## Geographie

### Verlauf
Die Laagschunter entspringt am östlichen Rand des Elm und durchfließt den Bornteich unmittelbar an der L641. Sie folgt dem Elmhang Richtung Osten und nimmt den ebenfalls aus dem Elm von rechts kommenden Balkenberggraben auf. Nördlich von Warberg mündet von rechts der Güldenspringgraben. Der wiederum entspringt oberhalb der Alten Burg Warberg, durchfließt ein Tal mit dem Güldenspring und den Ort Warberg. Im Weiteren knickt die Laagschunter vor dem Weinberg beim Zulauf des Weinberggrabens westlich von Wolsdorf nach Norden ab. Sie passiert die Laagmühle und nimmt beim Roten Berg den Wolsdorfer Graben auf, bevor sie nordöstlich von Frellstedt ihre Namensvetterin, die Schunter, trifft.

### Wasserscheide
Die Laagschunter gehört zum Einzugsgebiet der Weser, während die südöstlich von Warberg fließende Missaue über Schöninger Aue, Großen Graben und Bode zur Saale strebt und somit zum Einzugsgebiet der Elbe gehört. Die Wasserscheide zwischen Elbe und Weser verläuft ungefähr quer über den Kamm des Elms zwischen Warberg und Groß Dahlum.

## Gewässerqualität
Für die Gewässerüberwachung durch den zuständigen Landesbetrieb wird die Laagschunter unter der Wasserkörper-Nummer 15060 geführt. Im Gewässergütebericht von 2002 wurden der Oberlauf der Güteklasse I, der weitere Verlauf der Klasse II zugerechnet. Die stark eingetiefte Grabenstruktur und die ufernahe landwirtschaftliche Bewirtschaftung wurden dort erwähnt. In der Bewertung von 2017 wurde die Laagschunter als „erheblich verändertes Fließgewässer“ mit schlechtem ökologischen Potenzial ausgewiesen.